# Anastasio de Alejandría
San Anastasio de Alejandría (muerto en 616) fue el trigésimo sexto Patriarca copto de Alejandría. Durante su reinado fue excluido de la ciudad de Alejandría, se reunió con el Patriarca de Antioquía ya que trabajaban juntos para organizar y unificar sus dos iglesias. Era un sacerdote en Alejandría cuando fue seleccionado por unanimidad por los obispos y el clero como Patriarca.

## Veneración
Anastasio se considera un santo por la Iglesia copta. Su día de la fiesta se celebra el 18 de diciembre.
| Predecesor: Damián de Alejandría | Patriarca de Alejandría 605 – 616 | Sucesor: Andrónico de Alejandría |

- Datos: Q1271611

Anastasio se considera un santo por la Iglesia copta. Su día de la fiesta se celebra el 18 de diciembre.Anastasio se considera un santo por la Iglesia copta. Su día de la fiesta se celebra el 18 de diciembre.Anastasio se considera un santo por la Iglesia copta. Su día de la fiesta se celebra el 18 de diciembre.Anastasio se considera un santo por la Iglesia copta. Su día de la fiesta se celebra el 18 de diciembre.Anastasio se considera un santo por la Iglesia copta. Su día de la fiesta se celebra el 18 de diciembre.Anastasio se considera un santo por la Iglesia copta. Su día de la fiesta se celebra el 18 de diciembre.Anastasio se considera un santo por la Iglesia copta. Su día de la fiesta se celebra el 18 de diciembre.Anastasio se considera un santo por la Iglesia copta. Su día de la fiesta se celebra el 18 de diciembre.Anastasio se considera un santo por la Iglesia copta. Su día de la fiesta se celebra el 18 de diciembre.Anastasio se considera un santo por la Iglesia copta. Su día de la fiesta se celebra el 18 de diciembre.Anastasio se considera un santo por la Iglesia copta. Su día de la fiesta se celebra el 18 de diciembre.Anastasio se considera un santo por la Iglesia copta. Su día de la fiesta se celebra el 18 de diciembre.Anastasio se considera un santo por la Iglesia copta. Su día de la fiesta se celebra el 18 de diciembre.Anastasio se considera un santo por la Iglesia copta. Su día de la fiesta se celebra el 18 de diciembre.Anastasio se considera un santo por la Iglesia copta. Su día de la fiesta se celebra el 18 de diciembre.Anastasio se considera un santo por la Iglesia copta. Su día de la fiesta se celebra el 18 de diciembre.Anastasio se considera un santo por la Iglesia copta. Su día de la fiesta se celebra el 18 de diciembre.Anastasio se considera un santo por la Iglesia copta. Su día de la fiesta se celebra el 18 de diciembre.Anastasio se considera un santo por la Iglesia copta. Su día de la fiesta se celebra el 18 de diciembre.Anastasio se considera un santo por la Iglesia copta. Su día de la fiesta se celebra el 18 de diciembre.Anastasio se considera un santo por la Iglesia copta. Su día de la fiesta se celebra el 18 de diciembre.Anastasio se considera un santo por la Iglesia copta. Su día de la fiesta se celebra el 18 de diciembre.Anastasio se considera un santo por la Iglesia copta. Su día de la fiesta se celebra el 18 de diciembre.Anastasio se considera un santo por la Iglesia copta. Su día de la fiesta se celebra el 18 de diciembre.Anastasio se considera un santo por la Iglesia copta. Su día de la fiesta se celebra el 18 de diciembre.Anastasio se considera un santo por la Iglesia copta. Su día de la fiesta se celebra el 18 de diciembre.Anastasio se considera un santo por la Iglesia copta. Su día de la fiesta se celebra el 18 de diciembre.Anastasio se considera un santo por la Iglesia copta. Su día de la fiesta se celebra el 18 de diciembre.Anastasio se considera un santo por la Iglesia copta. Su día de la fiesta se celebra el 18 de diciembre.Anastasio se considera un santo por la Iglesia copta. Su día de la fiesta se celebra el 18 de diciembre.Anastasio se considera un santo por la Iglesia copta. Su día de la fiesta se celebra el 18 de diciembre.Anastasio se considera un santo por la Iglesia copta. Su día de la fiesta se celebra el 18 de diciembre.Anastasio se considera un santo por la Iglesia copta. Su día de la fiesta se celebra el 18 de diciembre.Anastasio se considera un santo por la Iglesia copta. Su día de la fiesta se celebra el 18 de diciembre.Anastasio se considera un santo por la Iglesia copta. Su día de la fiesta se celebra el 18 de diciembre.Anastasio se considera un santo por la Iglesia copta. Su día de la fiesta se celebra el 18 de diciembre.Anastasio se considera un santo por la Iglesia copta. Su día de la fiesta se celebra el 18 de diciembre.Anastasio se considera un santo por la Iglesia copta. Su día de la fiesta se celebra el 18 de diciembre.Anastasio se considera un santo por la Iglesia copta. Su día de la fiesta se celebra el 18 de diciembre.Anastasio se considera un santo por la Iglesia copta. Su día de la fiesta se celebra el 18 de diciembre.Anastasio se considera un santo por la Iglesia copta. Su día de la fiesta se celebra el 18 de diciembre.Anastasio se considera un santo por la Iglesia copta. Su día de la fiesta se celebra el 18 de diciembre.Anastasio se considera un santo por la Iglesia copta. Su día de la fiesta se celebra el 18 de diciembre.